# Kumite-Ura
Kumite-Ura sind eine Reihe von Partnerformen mit festgelegten Techniken (Yakusoku-Kumite) im Karate. Sie werden in der Yuishinkan-Unterströmung des Gōjū-Ryū geübt.

## Allgemeines
Bei den Kumite-Ura gewinnt grundsätzlich der Angreifer, da der Verteidiger einen Fehler macht. Ziel der Übungen ist es u. a. diesen Fehler zu finden.

## Herkunft
Wie die ersten zwölf Nage-Waza wurden die Kumite-Ura von Kisaki Tomoharu entwickelt.

## Die Kumite-Ura
| Nummer | Angriff           | Abwehr | Konter |
| ------ | ----------------- | --- | --- |
| 1      | Chūdan Oizuki     | nach links ausweichen in Heikō dachi, 45° Chūdan Mawashi-geri shisai mit rechts                                                 | Teishō-uke links, Jōdan Tate-zuki rechts |
| 2      | Chūdan Oizuki     | nach links ausweichen in Heikō dachi, 45°, Uchi-uke rechts, Ura-zuki links                                                      | Empi-uke rechts, Jōdan Tate-Zuki rechts |
| 3      | 2 x Chūdan Oizuki | 2 x Uchi-uke, Kin-geri links | Teishō-Uke rechts, Jōdan Tate-zuki links |
| 4      | Chūdan Oizuki     | nach rechts ausweichen in Heikō dachi 90°, Soto-Uke rechts, Uraken-uchi rechts                                                  | Kansetsu-geri rechts, nachsetzen |
| 5      | Chūdan Oizuki     | zurückgehen mit links in Sanchin dachi, Teishō-uke links, wieder vorgehen mit Uraken-uchi rechts                                | Age-uke links, Jōdan Tate-zuki rechts |
| 6      | Chūdan Oizuki     | nach links ausweichen in Heikō dachi 45°, Teishō-Uke links, Furi-zuki rechts                                                    | Age-uke links, Jōdan Tate-zuki rechts |
| 7      | Chūdan Oizuki     | nach links ausweichen in Heikō dachi 45°, Teishō-uke links, Jōdan Tate-zuki rechts                                              | Nagashi-uke links, dabei rechten Fuß ranziehen und mit links in Zenkutsu dachi, Chūdan Kagi-zuki rechts                                             |
| 8      | Chūdan Oizuki     | mit rechts nach hinten in Sanchin dachi, Uchi-uke links, mit rechts vor in Sanchin dachi, Jōdan Teishō-ate rechts               | mit rechts zurück in Sanchin dachi, hohe Uchi-uke links, Uraken-uchi links                                                                          |
| 9      | Chūdan Oizuki     | mit rechts nach hinten ausweichen in Zenkutsu dachi, Tsuki fangen links, Mae-geri rechts in Achselhöhle                         | Otoshi-empi-uke/uchi, 2 x Tate-zuki (rechts, links)                                                                                                 |
| 10     | Chūdan Oizuki     | mit links zurück in Sanchin dachi, Uchi-uke rechts, Tsukame (greifen), mit links vor in Heikō dachi 90°, Jōdan Shutō-uchi links | mit links frontal zum Angreifer in Shiko dachi, Age-uke links, Ura-zuki rechts                                                                      |
| 11     | Chūdan Oizuki     | mit links zurück in Sanchin dachi, Uchi-uke rechts, Tsukame, mit links vor in Shiko dachi 90°, Chūdan Empi-Uchi links           | mit rechts (Angreifer im Rücken) in Shiko dachi, Empi-uchi nach hinten links                                                                        |
| 12     | Chūdan Oizuki     | mit links zurück in Heikō dachi 90°, Teishō-Ate rechts                                                                          | mit Kopf nach rechts leicht ausweichen, Streckhebel links, mit linkem Fuß Stand verbessern, Gedan Haitō-uchi rechts oder Teishō-ate oder Shutō-uchi |